# Amazon Luna
Amazon Luna是一个由Amazon开发和运营的云游戏平台。 Luna于2020年9月24日宣布，用户可自2020年10月20日开始通过邀请来获得抢先体验资格。 Amazon Luna将推出多达100种不同的游戏， 价格为每月5.99美元，并提供来自AWS的支持。Luna将与Twitch进行集成，并在PC、Mac、Amazon Fire TV、iOS（作为渐进式网络应用程序）以及不久后的Android平台上发行。Amazon与Ubisoft合作创建了一个Luna专用的游戏频道，这将使Luna的订阅者在游戏发布当天即可访问Ubisoft。截至2020年11月，Ubisoft+(Beta) 频道的每月额外订阅费用为14.99美元。
Luna的抢先体验目前仅适用于在美国境内订阅的用户，国际版发行期尚未确定。
这是作为Amazon与其它云游戏平台（如Stadia、Xbox Game Pass、PlayStation Now和GeForce Now）竞争而推出的产品。